# Carroll-Umlagerung
Die Carroll-Umlagerung ist eine Namensreaktion aus dem Bereich der organischen Chemie und wurde das erste Mal 1940 von Michael Francis Carroll beschrieben. Ein Teil vom Reaktionsmechanismus beinhaltet die Cope-Umlagerung, weshalb die Carroll-Umlagerung auch Kimel-Cope-Umlagerung genannt wird.

## Übersichtsreaktion
Die Carroll-Umlagerung wird bei 130 bis 220 °C ausgeführt.

Es findet eine Umlagerung von β-Ketoestern zu γ,δ-ungesättigten Ketonen statt. Die grau eingezeichnete Gruppe geht in Form von Kohlendioxid ab. Der Rest R steht für Alkylgruppen.

## Möglicher Mechanismus
Der folgende Mechanismus der Carroll-Umlagerung wird am Beispiel von Acetessigsäureallylester erklärt:

Acetessigsäureallylester (1) enolisiert und reagiert nach der  Cope-Umlagerung zum Zwischenprodukt 2, welches unter Abspaltung von Kohlenstoffdioxid weiter reagiert und durch die Keto-Enol-Tautomerie in das Keton 3 überführt wird.

## Anwendung
Die Caroll-Umlagerung hat hauptsächlich Anwendung in der Vorbereitung und anschließende Weiterverarbeitung von γ,δ-ungesättigten Ketonen. Aufgrund der hohen Temperaturen wird das Verfahren nicht in der Wirtschaft verwendet.